# Kim Yi-kyung
Kim Yi-kyung (en hangul, 김이경; nacida el 22 de septiembre de 1997) es una actriz surcoreana.

## Carrera
Kim Yi-kyung debutó en televisión con un papel secundario en la serie de Channel A Twelve Nights, de 2018.
En 2019 participó en dos series de KBS, Birthday Letter, de solo cuatro episodios, y The Tale of Nokdu. En esta interpreta el papel de Ok-ran, una gisaeng que vive refugiada en un misterioso pueblo de viudas. Después de ello, apareció en la serie diaria Unasked Family, como Yeo-joo, la hermana menor de la protagonista.
En paralelo a su carrera de actriz, Kim ha aparecido también como modelo de publicidad en varias ocasiones.
En 2020 tuvo un pequeño papel en la serie de Netflix Extracurricular. En diciembre de 2020 la actriz firmó un contrato exclusivo con la agencia Sidus HQ. Sin embargo, pocos meses después, en octubre de 2021, pasó a la agencia Big Smile Entertainment.
En marzo de 2021 se anunció su participación en la serie Youth of May, con el papel de una enfermera recién llegada a la sala de urgencias de un hospital de Gwangju. La serie se emitió los lunes y martes en KBS2, mientras en el mismo período se emitía los miércoles y jueves en MBC la serie de cuatro episodios Here's My Plan, donde interpretaba un personaje de carácter opuesto, el de Hee-jin, la amiga de la protagonista a la que ayuda a llevar a cabo su venganza.
En octubre de 2021 entró en el reparto de la exitosa serie de fin de semana emitida por KBS2 Young Lady and Gentleman, con el papel de Kang Mi-rim. La serie se prolongó hasta marzo de 2022 por un total de 52 capítulos.

## Filmografía

### Cine
| Año   | Título                          | Hangul             | Papel                    | Ref.   |
| ----- | ------------------------------- | ------------------ | ------------------------ | ------ |
| 2019  | Metamorphosis                   | 변신               | Estudiante de secundaria |        |
| 2019  | The Divine Move 2: The Wrathful | 신의 한 수: 귀수편 | Jugadora de go           | [ 13 ] |
| 2019  | Bring Me Home                   | 나를 찾아줘        | Enfermera 2              |        |
| Próx. | Audrey                          | 오드리             | Baek Jang-mi             | [ 14 ] |

### Series de televisión
| Año     | Título                        | Papel         | Canal        |                     | Ref.          |
| ------- | ----------------------------- | ------------- | ------------ | ------------------- | ------------- |
| 2018    | Twelve Nights                 | Joo Ah-reum   | Channel A    |                     |               |
| 2018    | Less Than Evil                | Kwon Soo-ah   | MBC          |                     | [ 4 ]         |
| 2019    | Angel's Last Mission: Love    | Gi Bo-ra      | KBS2         |                     | [ 15 ]        |
| 2019    | Birthday Letter               | Jo Young-geum | KBS2         |                     | [ 2 ]         |
| 2019    | The Tale of Nokdu             | Ok-ran        | KBS2         |                     | [ 2 ]         |
| 2019    | Unasked Family                | Kang Yeo-joo  | KBS1         |                     | [ 3 ]         |
| 2020    | Extracurricular               | Kim Ji-ye     | Netflix      |                     | [ 5 ]         |
| 2020    | Pure Melo District            | Kim Seol      | vLive        |                     |               |
| 2020    | My Fuxxxxx Romance            | Lee Hyun      | Naver TV     |                     | [ 8 ]         |
| 2020    | Sweet Home                    | Cha Soo-ah    | Netflix      |                     | [ 16 ]        |
| 2020–21 | The Uncanny Counter           | Kim Yeong-nim | OCN          |                     | [ 17 ]        |
| 2021    | Youth of May                  | In-young      | KBS2         |                     | [ 8 ]         |
| 2021    | KBS Drama Special Be;Twin     | Lee-kyung     | KBS2         | Temporada 12, ep. 6 |               |
| 2021    | Here's My Plan                | Hee-jin       | MBC          |                     | [ 9 ]         |
| 2021    | Love Refresh                  | Koo Sun-hee   | tvN D STUDIO | Tres episodios      | [ 18 ]        |
| 2021-22 | Young Lady and Gentleman      | Kang Mi-rim   | KBS2         |                     | [ 11 ]        |
| 2023-24 | Un buen día para ser un perro | Min Ji-ah     | MBC          |                     | [ 19 ] [ 20 ] |

### Vídeos musicales
| Año  | Artista                 | Título      | Ref.   |
| ---- | ----------------------- | ----------- | ------ |
| 2020 | Giriboy (Hong Si-young) | Was It Love | [ 16 ] |